# Frances D'Souza, baronessa D'Souza
Frances Gertrude Claire D'Souza, baronessa D'Souza di Wychwood, nata Russell (Sussex, 18 aprile 1944), è un'antropologa e politica britannica, Lord Speaker della Camera dei lord del Regno Unito dal 1º settembre 2011 al 31 agosto 2016.

## Biografia
È nata come Frances Gertrude Claire Russell, figlia di Robert Anthony Gilbert Russell e Pauline nata Parmet. Ha studiato alla scuola di Santa Maria a Princethorpe, e più tardi presso l'University College di Londra, dove ha studiato antropologia, laureandosi nel 1970. Ha proseguito gli studi presso Lady Margaret Hall, ottenendo il titolo di Dottore in Filosofia (D. Phil.) all'Università di Oxford.
Nel 1959 sposò il dott. Stanley D'Souza, insieme hanno avuto due figli, divorziati nel 1974. Tra il 1985 e il 1993, è stata sposata con Martin John Griffiths. Nel 2003 si è risposata con il suo primo marito, il dott. Stan D'Souza.
La figlia maggiore della baronessa è la giornalista Christa D'Souza, collaboratrice di Vogue e The Sunday Times.
È stata nominata compagna dell'Ordine di San Michele e San Giorgio (CMG) nel 1999.

## Parlamento del Regno Unito
Frances D'Souza ha ricevuto il titolo di Baronessa D'Souza di Wychwood (di cui Wychwood, Oxfordshire) il 1 ° luglio 2004. In precedenza era stata crossbencher alla Camera dei lord.
Il 13 luglio 2011 è stata eletta Lord Speaker della Camera dei lord, iniziando il suo mandato a settembre dello stesso anno, terminando nel 2016.